# David van Dantzig
David van Dantzig   (Amsterdam, 23 de setembre de 1900 - Amsterdam, 22 de juliol de 1959) va ser un matemàtic neerlandès.

## Vida i Obra
Van Dantzig va demostrar les seves habilitats matemàtiques en publicar amb només tretze anys el seu primer article sobre el teorema de Pappos. El 1917 va començar estudis de química (el negoci familiar) a la universitat d'Amsterdam que aviat va deixar per circumstàncies familiars que el van obligar a treballar com professor particular i com periodista de divulgació. Tot i així va continuar estudiant matemàtiques en hores lliures sota la influència de Gerrit Mannoury, fins que el 1923 va obtenir nivell K-V (un nivell similar al de màster). A partir de 1925 comença la seva relació amb Bartel van der Waerden qui va acabar dirigint la seva tesi doctoral sobre àlgebra topològica (1931) a la universitat de Groningen.
A partir de 1927 va ser assistent de Jan Arnoldus Schouten a la Universitat Tècnica de Delft, de la qual va ser successivament professor extraordinari el 1938 i professor titular el 1940. El 1941, amb l'ocupació nazi, va ser destituït i obligat a marxar a Amsterdam, ja que era jueu. Malgrat això, va aconseguir sobreviure tota la guerra a Amsterdam i, en acabar, el 1945, va començar a preparar el seu retorn a Delft.
Però el 1946 va ser nomenat professor de la universitat d'Amsterdam i, el mateix any, va ser un dels fundadors del Centre de Matemàtiques i Informàtica. Va treballar per ambdues institucions fins que va morir d'un segon atac cardíac el 1959. Després de la guerra, va canviar el seu camp de treball habitual, l'àlgebra topològica, per la teoria de la probabilitat i l'estadística.
Van Dantzig va publicar més de cent articles científics sobre topologia i sobre estadística.